# Aeroportul Portimão
Aeroportul Portimão (IATA: PRM, ICAO: LPPM) este un aeroport din Districtul Faro, Portugalia ce deservește zona Portimão. Aeroportul a fost tranzitat în 2017 de 36 de pasageri. A fost numit după zona deservită.
Situat la o altitudine de 2 m, aeroportul dispune de o singură pistă.